# Audrys Juozas Backis
Audrys Juozas Bačkis GOC (Kaunas, 1 de fevereiro de 1937) é um cardeal da Igreja Católica lituano, atual arcebispo-emérito de Vilnius.

## Biografia
Segundo filho de Stasys Antanas Bačkis e Ona Galvydaité-Bačkiené, em 1938, ele foi com seus pais para Paris, onde seu pai foi diplomata na Embaixada da Lituânia. Por causa da ocupação soviética da Lituânia, a família não pode voltar e ele teve que esperar cinquenta anos para poder visitar seu país em 1988.
Concluiu o ensino secundário no Instituto Saint-Marie-de-Monceau de Paris em 1954, depois ingressou no Seminário Teológico de Saint-Sulpice da arquidiocese de Paris em Issy-les-Moulineaux, onde estudou filosofia. Em 1957, foi para Roma e estudou na Pontifícia Universidade Gregoriana, onde obteve a licenciatura em teologia.
Foi ordenado presbítero em 18 de março de 1961, em Roma, pelo cardeal Luigi Traglia, vigário geral de Roma, sendo incardinado na arquidiocese de Kaunas. A partir de 1964, frequenta a Pontifícia Academia Eclesiástica, estudando diplomacia; depois, frequentou a Pontifícia Universidade Lateranense, onde obteve o doutorado em direito canônico. Além de seu lituano nativo, ele fala italiano, inglês, francês, espanhol e português. Ele entende alemão e holandês.
Entrou para o serviço diplomático da Santa Sé em 1964 e foi nomeado secretário da nunciatura nas Filipinas (1964-1965), na Costa Rica (1965-1967), na Turquia (1967-1970) e na Nigéria (1970-1973). Em 26 de junho de 1965, foi nomeado Camareiro privado de Sua Santidade e, em 1968, seu título foi alterado para Capelão de Sua Santidade. Tornou-se Prelado de Honra de Sua Santidade em 18 de junho de 1979 e 
lecionou Direito diplomático na Pontifícia Universidade Lateranense.
Em 5 de agosto de 1988, foi nomeado núncio apostólico nos Países Baixos, sendo sagrado arcebispo-titular de Meta, em 4 de outubro, na Basílica de São Pedro pelo Papa João Paulo II, tendo como co-sagrantes o cardeal Achille Silvestrini, prefeito da Assinatura Apostólica e por Juozas Preikšas, administrador apostólico de Kaunas. Transferido para a sé metropolitana de Vilnius em 24 de dezembro de 1991, tomou posse da sé em 3 de março de 1992 e recebeu o pálio do Papa João Paulo II em 29 de junho do mesmo ano, na Basílica de São Pedro.
Em 21 de janeiro de 2001, foi anunciada a sua criação como cardeal pelo Papa João Paulo II, no Consistório de 21 de fevereiro, em que recebeu o barrete vermelho e o título de cardeal-presbítero da Natividade de Nosso Senhor Jesus Cristo na Via Gallia.
Sua renúncia ao governo pastoral da arquidiocese de Vilnius foi aceita pelo Papa Francisco em 5 de abril de 2013. Em 15 de junho de 2013, foi nomeado enviado papal especial para as celebrações do 1025º aniversário da cristianização dos rus' de Kiev, programado em Kiev, na Ucrânia, em 17 e 18 de agosto de 2013.

## Conclaves
- Conclave de 2005 - participou da eleição de Joseph Ratzinger como Papa Bento XVI.
- Conclave de 2013 - participou da eleição de Jorge Mario Bergoglio como Papa Francisco.